# Dominique Maltais
Dominique Maltais (Petite-Rivière-Saint-François, Quebec, 9 de novembre de 1980) és una esquiadora quebequesa, especialista en surf de neu, guanyadora de dues medalles olímpiques.
Especialista en la pràctica surfista del Camp a través, va participar als 25 anys als Jocs Olímpics d'Hivern de 2006 realitzats a Torí (Itàlia), on va aconseguir guanyar la medalla de bronze en la prova femenina de camp a través. En els Jocs Olímpics d'Hivern de 2010 realitzats a Vancouver (Canadà) va finalitzar en vintè lloc. En els Jocs Olímpics d'Hivern de 2014 realitzats a Sotxi (Rússia) aconseguí guanyar la medalla de plata en aquesta disciplina, convertint-se en la primera esquiadora a aconseguir aquest fet.
Al llarg de la seva carrera ha guanyat dues medalles al Campionat del Món de surf de neu i una medalla d'or als X-Games.